# Loma Negra
Loma Negra Compañía Industrial Argentina S.A. ist ein argentinischer Zement- und Baustoffkonzern. Loma Negra ist mit einem Marktanteil von 44 % das größte Unternehmen am argentinischen Zementmarkt und produziert an neun Standorten.
Alfredo Fortabat (1894–1976) gründete 1926 die Zementfabrik Loma Negra in Olavarría. Das Unternehmen gründete 1929 den Sportverein Club Social y Deportivo Loma Negra Olavarría. Nach dem Tod des Firmengründers wurde die Witwe Amalia de Fortabat (1921–2012) Eigentümerin und leitete das Unternehmen. 1992 wurde das Unternehmen Cemento San Martín übernommen. Das in Südamerika und in Afrika tätige Unternehmen Intercement übernahm 2005 die Aktienmehrheit an Loma Negra.
Loma Negra exportiert keinen Zement, da er international nicht wettbewerbsfähig ist. Inländische Wettbewerber sind Holcim Argentina, Cementos Avellaneda und Petroquímica Comodoro Rivadavia.

## Eisenbahn
Loma Negra hält über COFESUR 80 % der Anteile an der 1992 gegründeten Bahngesellschaft Ferrosur Roca. Die restlichen Anteile liegen beim Staat bzw. bei den Angestellten. Ferrosur Roca betreibt Güterverkehr auf dem Teilnetz Ferrocarril General Roca in den Provinzen Neuquén, Río Negro und Buenos Aires. Im Jahr 2021 wurden 4 Millionen Tonnen Güter mit dieser Eisenbahn transportiert; über 80 % davon Mineralien/Baustoffe. Ferrosur Roca hatte im selben Jahr eine Transportleistung von 1,8 Milliarden Tonnenkilometern. Dazu dient ein Fuhrpark von 32 Strecken- und 16 Rangierlokomotiven und 2300 Güterwagen.

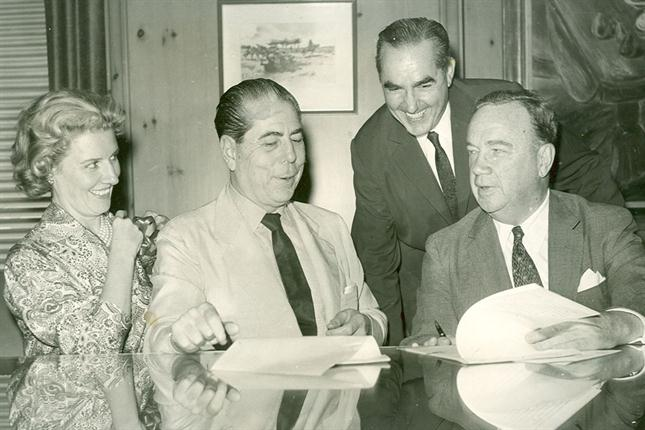
Links die Eheleute Fortabat (1959)
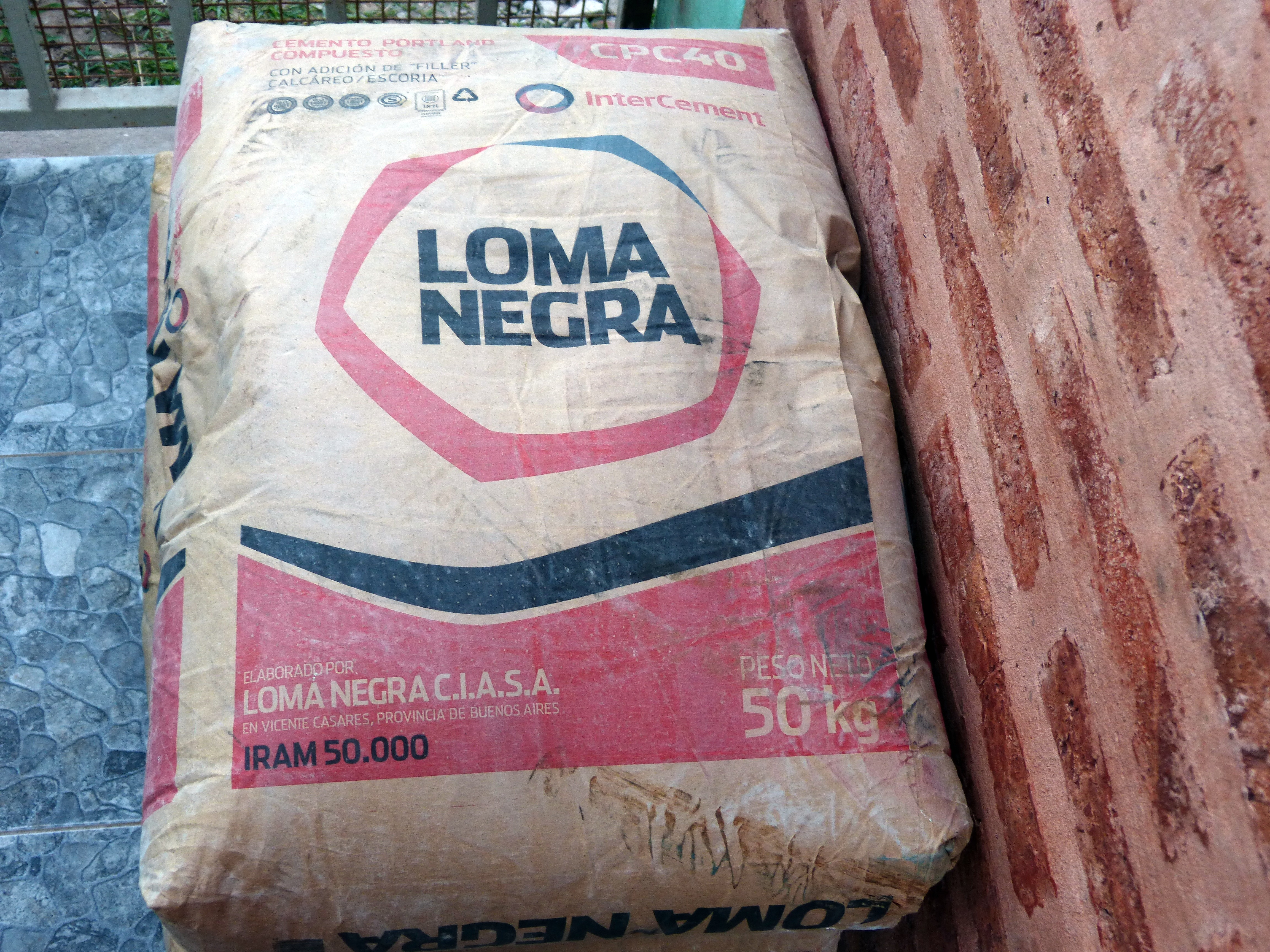
Hauptprodukt des Unternehmens
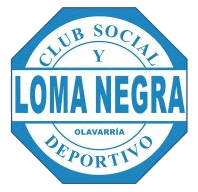
Logo des Sportvereins
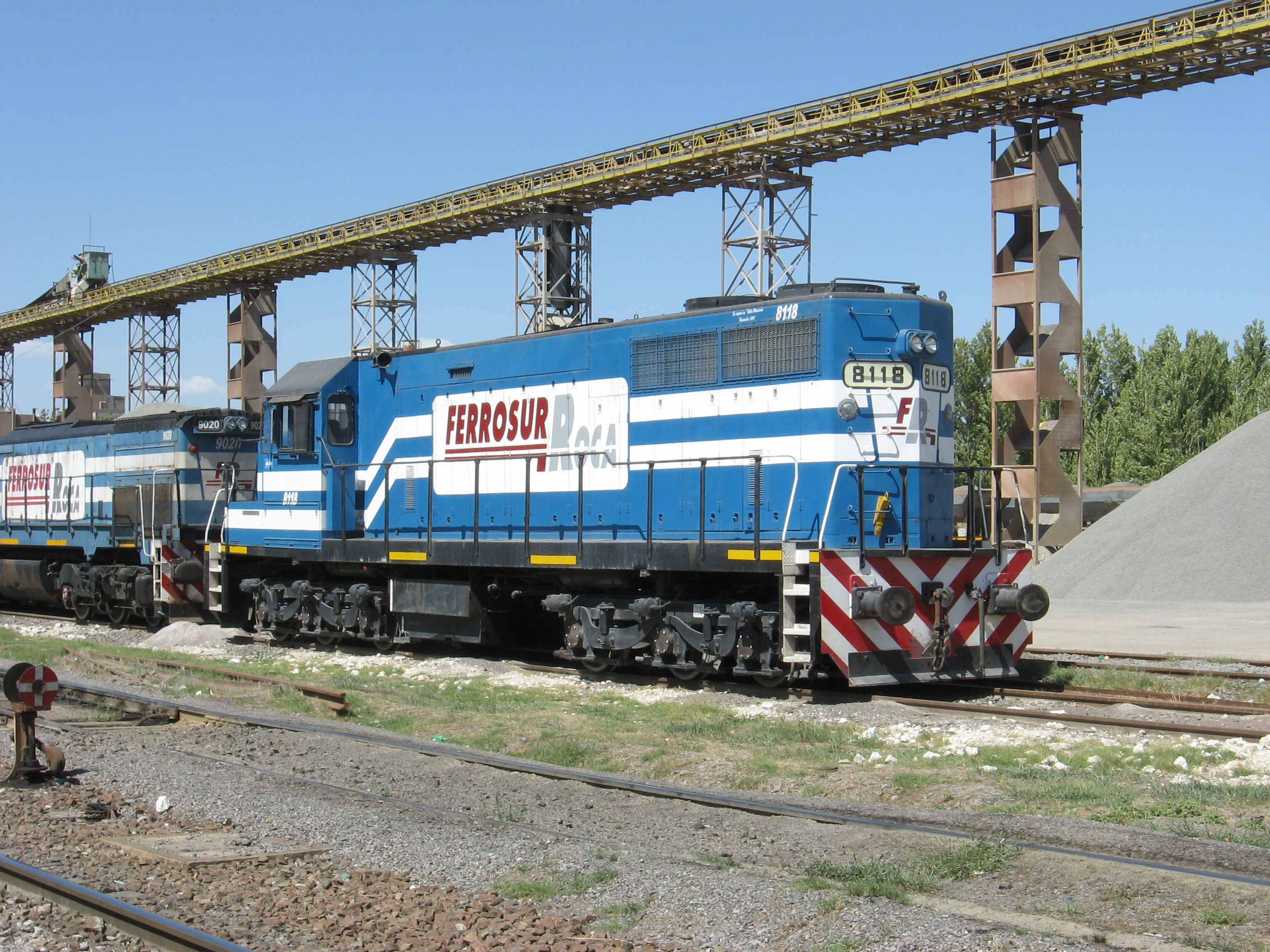
Lok von Ferrosur Roca